# Urbanizam
Urbanizam je znanstvena disciplina i djelatnost koja se bavi proučavanjem, uređivanjem gradova i planiranjem njihova razvoja (urbanističko planiranje). 
Urbanizmu su srodne djelatnosti regionalno planiranje, urbani dizajn, urbana geografija, arhitektura ali i mnoge druge.

## Vanjske poveznice
- urbanizam Hrvatska tehnička enciklopedija, portal hrvatske tehničke baštine. LZMK